# جيم جوردن
جيم جوردن (بالإنجليزية: Jim Jordan)‏ هو سياسي أمريكي، ولد في 1961 في الولايات المتحدة. حزبياً، نشط في الحزب الديمقراطي.